# Jacob Seiff
Jacob Seiff (* 1. November 1784 in Zweibrücken; † 5. Juni 1851 in Würzburg) war ein bayerischer Musiker, Komponist und Militärmusikmeister.
Jacob Seiff entstammte einer Musikerfamilie, die im Dienst der Grafen von Pfalz-Zweibrücken stand. Sein Vater und sein älterer Bruder lehrten ihn musikalisch. Am 1. Juni 1802 trat er dem Kurfürstlich Bayerischen Artillerie-Regiment in München bei. Im Jahr 1811 wurde er Musikmeister und Leiter des Musikkorps des Königlich Bayerischen 1. Infanterie-Regiments „König“ in München.
Nachdem er 1839 pensioniert wurde, arbeitete er als Kassenbote in Würzburg, wo er zwölf Jahre später im Alter von 66 Jahren verstarb.

## Werke (Auswahl)
- Karnevalsbelustigungen (Walzer)
- Münchner Redoute Deutsche
- Pieces de harmonie (Schott)
- Sechs Aufzüge für Trompeten und Pauken (Aiblinger)
- 1833: VI Münchner Liebe- und Freundschafts-Walzer (Nach Art der beliebten Strauß’schen Tänze), für eine Flöte (Lotter und Sohn)[2]